# گونی‌لی (جلیل‌آباد)
گونی‌لی (به لاتین: Güneyli، شناخته شده به عنوان بادام آغاج Badamağac تا سال ۲۰۱۵) یک منطقه مسکونی در جمهوری آذربایجان است که در شهرستان جلیل‌آباد واقع شده‌است.